# Neoborella tumida
Neoborella tumida är en insektsart som beskrevs av Knight 1925. Neoborella tumida ingår i släktet Neoborella och familjen ängsskinnbaggar. Inga underarter finns listade i Catalogue of Life.